# 下田駅
下田駅（しもだえき）は、青森県上北郡おいらせ町境田にある、青い森鉄道青い森鉄道線の駅である。
国鉄・JR時代には、特急はつかりが1日1往復停車していた時期もあった。

## 歴史
- 1891年（明治24年）12月20日：日本鉄道の駅として開業[1]。
- 1893年（明治26年）3月16日：電報取扱開始[3]。
- 1906年（明治39年）11月1日：日本鉄道が国有化[1]。官設鉄道の駅となる。
- 1971年（昭和46年）10月1日：貨物扱い廃止[1]。
- 1983年（昭和58年）2月1日：下田駅長廃止、三沢駅長管理下となる。荷物扱い廃止[1][4]。駅員無配置駅となる[5]。
- 1985年（昭和60年）：特急「はつかり」停車開始。
- 1987年（昭和62年）4月1日：国鉄分割民営化により、東日本旅客鉄道（JR東日本）の駅となる[1]。
- 1993年（平成5年）：特急「はつかり」停車廃止。
- 2010年（平成22年）12月4日：東北新幹線全線開業に伴い、青い森鉄道に移管。快速「しもきた」1往復が停車開始。
- 2023年（令和5年）
  - 3月11日：自動券売機を設置[2]。
  - 3月17日：窓口の営業を終了[2]。
  - 3月18日：終日無人化[2]。

## 駅構造
単式ホーム1面1線と島式ホーム1面2線、計2面3線のホームを有する地上駅。木造駅舎を有する。双方のホームは跨線橋で連絡している。
無人駅である（三沢駅管理）。自動券売機が設置されている。
かつてはKIOSKが出店していたが、利用者減少のため閉店した。
駅前広場は毎年9月下旬に開催される「おいらせ下田まつり」の会場（おまつり広場）となる。
国鉄・JR東日本時代は、奈良県香芝市にある和歌山線の下田駅（現・香芝駅）と区別するために乗車券には「（北）下田」と記載されていた。奈良県の下田駅が改称した際に（北）の表記はなくなったが、青い森鉄道への移管時に復活した。

### のりば
| 番線 | 路線           | 方向           | 行先           |
| ---- | -------------- | -------------- | -------------- |
| 1    | ■青い森鉄道線  | 上り           | 八戸・目時方面 |
| 2    | （予備ホーム） | （予備ホーム） | （予備ホーム） |
| 3    | ■青い森鉄道線  | 下り           | 青森方面       |

付記事項
- 2番線は待避線であり、2023年3月時点では14:55発の青森行きが使用する。

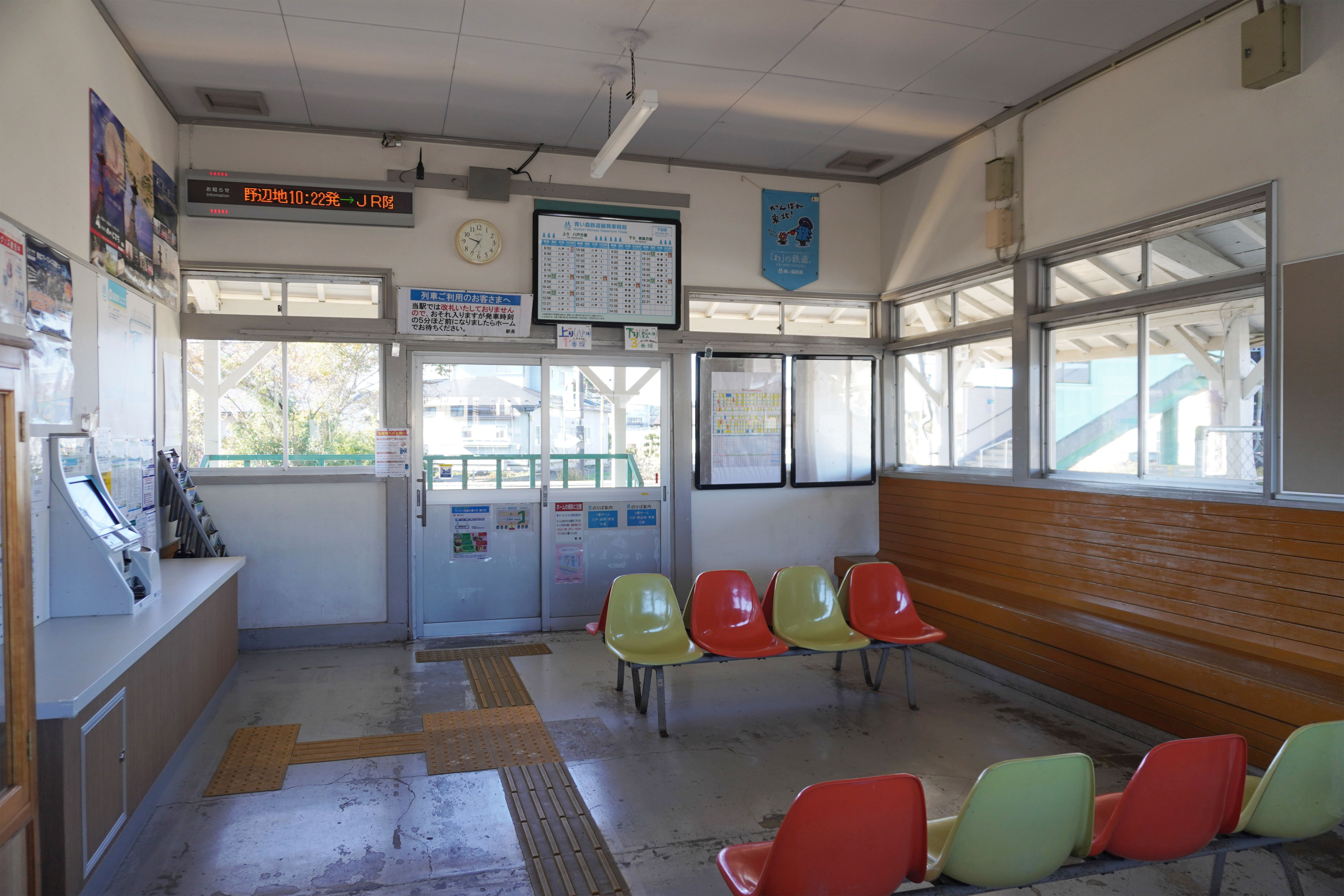
駅舎内（2023年10月）
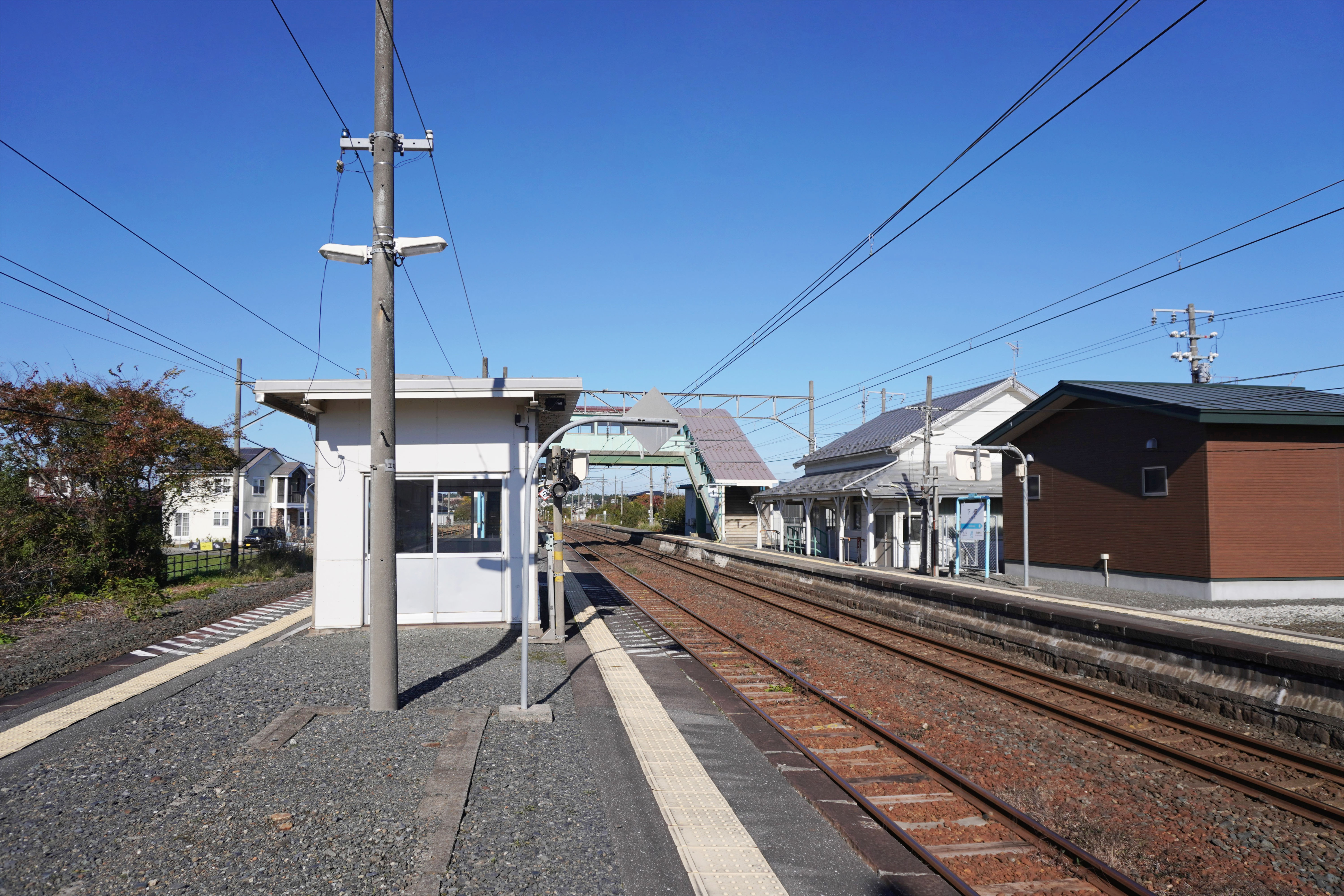
ホーム（2023年10月）

## 利用状況
2000年度（平成12年度）以降の推移は以下のとおりである。なお、当駅は、旧・下田町南部、旧・百石町の学生や住民に広く利用されている。
| 乗車人員・乗降人員推移 | 乗車人員・乗降人員推移 | 乗車人員・乗降人員推移 | 乗車人員・乗降人員推移 |
| 年度                   | 1日平均 乗車人員       | 1日平均 乗降人員       | 出典                   |
| ---------------------- | ---------------------- | ---------------------- | ---------------------- |
| 2000年（平成12年）     | 231                    |                        | [ JR東 1 ]             |
| 2001年（平成13年）     | 251                    |                        | [ JR東 2 ]             |
| 2002年（平成14年）     | 228                    |                        | [ JR東 3 ]             |
| 2003年（平成15年）     | 228                    |                        | [ JR東 4 ]             |
| 2004年（平成16年）     | 231                    |                        | [ JR東 5 ]             |
| 2005年（平成17年）     | 230                    |                        | [ JR東 6 ]             |
| 2006年（平成18年）     | 225                    |                        | [ JR東 7 ]             |
| 2007年（平成19年）     | 228                    |                        | [ JR東 8 ]             |
| 2008年（平成20年）     | 244                    |                        | [ JR東 9 ]             |
| 2009年（平成21年）     | 240                    |                        | [ JR東 10 ]            |
| 2010年（平成22年）     | 221                    |                        | [ JR東 11 ]            |
| 2011年（平成23年）     |                        | 404                    | [ 国交省 1 ]           |
| 2012年（平成24年）     |                        | 411                    | [ 国交省 1 ]           |
| 2013年（平成25年）     |                        | 436                    | [ 国交省 1 ]           |
| 2014年（平成26年）     |                        | 481                    | [ 国交省 1 ]           |
| 2015年（平成27年）     |                        | 611                    | [ 国交省 1 ]           |
| 2016年（平成28年）     |                        | 569                    | [ 他 1 ]               |
| 2017年（平成29年）     |                        | 497                    | [ 他 1 ]               |
| 2018年（平成30年）     |                        | 480                    | [ 国交省 2 ]           |

## 駅周辺

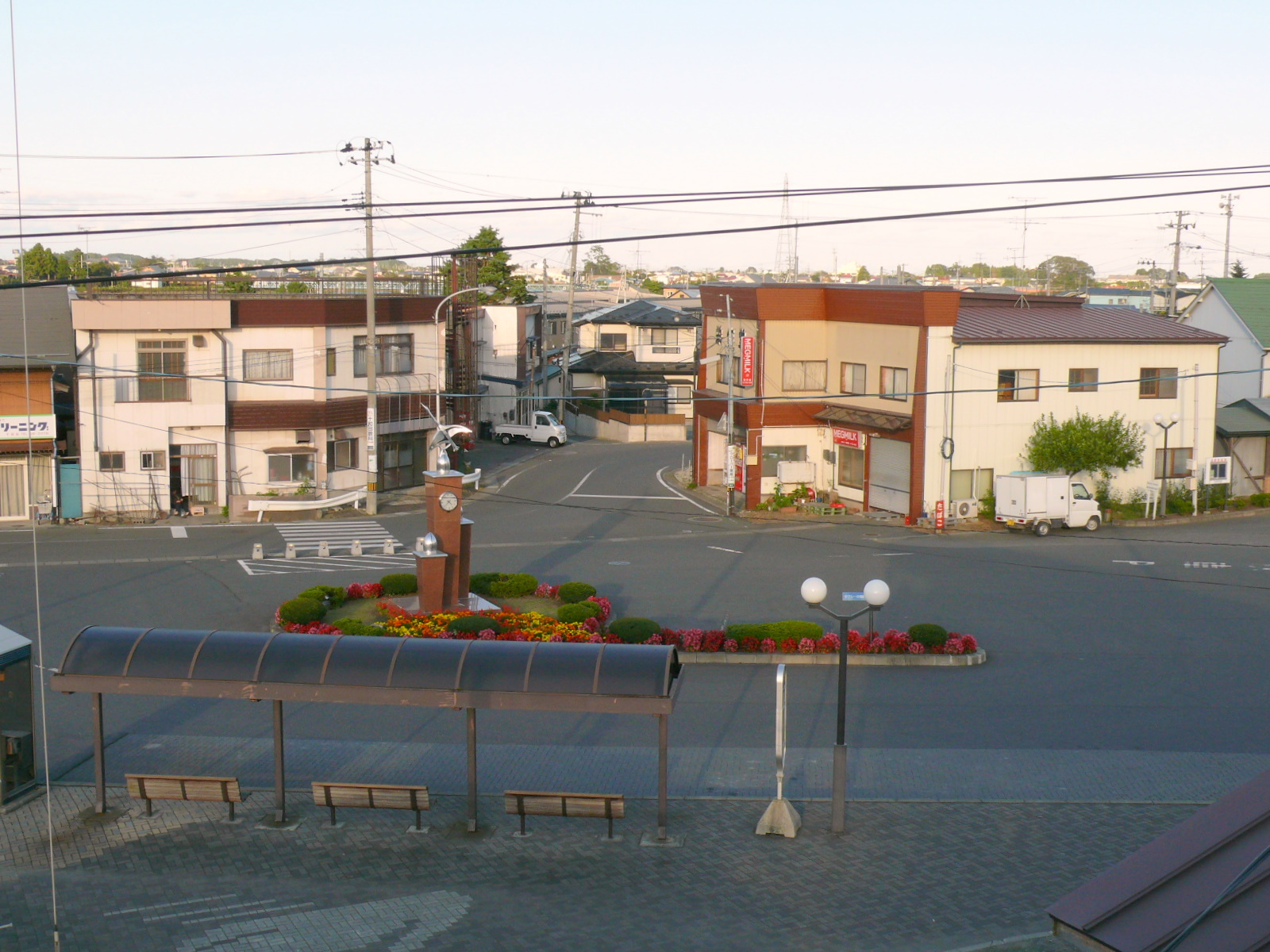
跨線橋より望んだ駅前（2009年9月）

- 青森県道119号五戸下田停車場線
- 青森県道140号下田停車場線
- 青森県道141号市川下田停車場線
- 青森県道213号柳町下田停車場線
- 奥入瀬川
- 下田サーモンパーク - 河川公園
毎年11月には「日本一のおいらせ鮭まつり」が開催されていた。鮭まつりは旧下田町で1985年に始まった[8]（2005年までは「しもだ鮭まつり」）。しかし、2020年から不漁とコロナ禍で3年連続中止となり、2022年11月の町議会議員全員協議会で町から廃止方針が示された[8]。
- おいらせ町役場（旧・下田町役場）
- おいらせ町立中央公民館
- おいらせ町民具ふれあい館
- おいらせ町民交流センター
- おいらせ町老人福祉センター
- 三沢警察署おいらせ交番
- 下田郵便局
- 十和田おいらせ農業協同組合下田支店
- 青い森信用金庫おいらせ支店
- イオンモール下田
- 下田百石IC（百石道路・第二みちのく有料道路）
- 下田公園（白鳥飛来地・桜）

## バス路線
- 十鉄バス（下田駅前停留所）

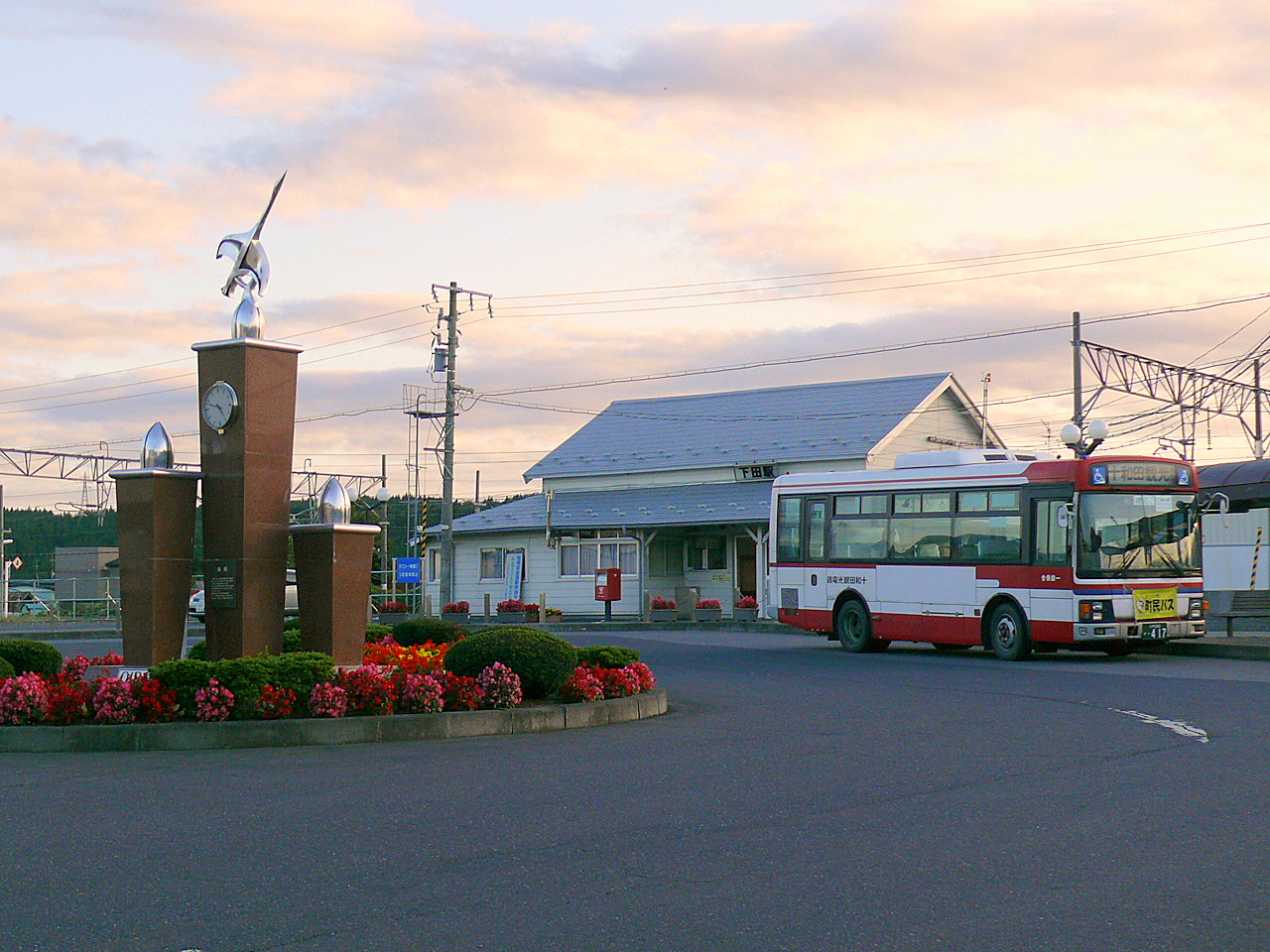
駅前の時計台とおいらせ町民バス（2009年9月）

  - 十和田市 - 六戸 - 八戸線（十和田市駅方面および八戸中心街ターミナル方面）
- おいらせ町民バス市街地循環線

## 隣の駅
青い森鉄道
■青い森鉄道線
□快速「しもきた」
八戸駅 -  下田駅 - 三沢駅
■普通
陸奥市川駅 - 下田駅 - 向山駅

### 記事本文
1. 1 2 3 4 5 6  石野哲（編）『停車場変遷大事典 国鉄・JR編 Ⅱ』（初版）JTB、1998年10月1日、417頁。ISBN 978-4-533-02980-6。
2. 1 2 3 4 5 6  “乙供駅・上北町駅・下田駅 窓口営業終了のお知らせ”.   青い森鉄道 (2023年2月15日). 2023年2月15日時点のオリジナルよりアーカイブ。2023年2月15日閲覧。
3. ↑  『逓信省告示第69号』明治26年3月6日官報第2902号22ページ
4. ↑  「日本国有鉄道公示第195号」『官報』1983年1月31日。
5. ↑  「通報 ●東北本線有壁ほか8駅の駅員無配置について（旅客局）」『鉄道公報』日本国有鉄道総裁室文書課、1983年1月31日、2面。
6. ↑  “下田駅”.   青い森鉄道. 2021年4月11日閲覧。
7. ↑  “下田駅”.   青い森鉄道. 2021年4月11日閲覧。
8. 1 2  “「おいらせ鮭まつり」廃止へ 漁獲量減にコロナ追い打ち”.   デーリー東北. 2022年11月15日閲覧。

### 利用状況
JR東日本
1. ↑  “各駅の乗車人員（2000年度）”.   東日本旅客鉄道. 2019年2月3日閲覧。
2. ↑  “各駅の乗車人員（2001年度）”.   東日本旅客鉄道. 2019年2月3日閲覧。
3. ↑  “各駅の乗車人員（2002年度）”.   東日本旅客鉄道. 2019年2月3日閲覧。
4. ↑  “各駅の乗車人員（2003年度）”.   東日本旅客鉄道. 2019年2月3日閲覧。
5. ↑  “各駅の乗車人員（2004年度）”.   東日本旅客鉄道. 2019年2月3日閲覧。
6. ↑  “各駅の乗車人員（2005年度）”.   東日本旅客鉄道. 2019年2月3日閲覧。
7. ↑  “各駅の乗車人員（2006年度）”.   東日本旅客鉄道. 2019年2月3日閲覧。
8. ↑  “各駅の乗車人員（2007年度）”.   東日本旅客鉄道. 2019年2月3日閲覧。
9. ↑  “各駅の乗車人員（2008年度）”.   東日本旅客鉄道. 2019年2月3日閲覧。
10. ↑  “各駅の乗車人員（2009年度）”.   東日本旅客鉄道. 2019年2月3日閲覧。
11. ↑  “各駅の乗車人員（2010年度）”.   東日本旅客鉄道. 2019年2月3日閲覧。

国土交通省
1. ↑  国土数値情報(駅別乗降客数データ)  - 国土交通省、2019年7月2日閲覧
2. ↑  国土数値情報(駅別乗降客数データ)  - 国土交通省、2020年9月12日閲覧

その他
1. ↑  国土数値情報(駅別乗降客数データ)  - 統計情報リサーチ、2020年8月28日閲覧